# 愛麗斯泉熱氣球相撞事故
愛麗斯泉熱氣球相撞事故發生於1989年8月13日，位於澳大利亞北領地愛麗斯泉的兩個熱氣球相撞，造成13人死亡。於埃及樂蜀熱氣球事故於2013年2月發生前，該意外為歷史上最嚴重的熱氣球事故。澳大利亚達爾文最高法院於1992年裁定上方熱氣球駕駛員麥克·桑比作出危險行為，判監兩年。